# چلک (گرمی)
چلک روستایی است که در استان اردبیل، شهرستان گرمی، بخش مرکزی، دهستان انی قرار دارد.

## جمعیت
بر اساس سرشماری سال ۱۳۸۵ جمعیت این روستا ۴۵۹ نفر با ۱۰۷ خانوار بوده‌است.